# Papirus Rylandsa 458

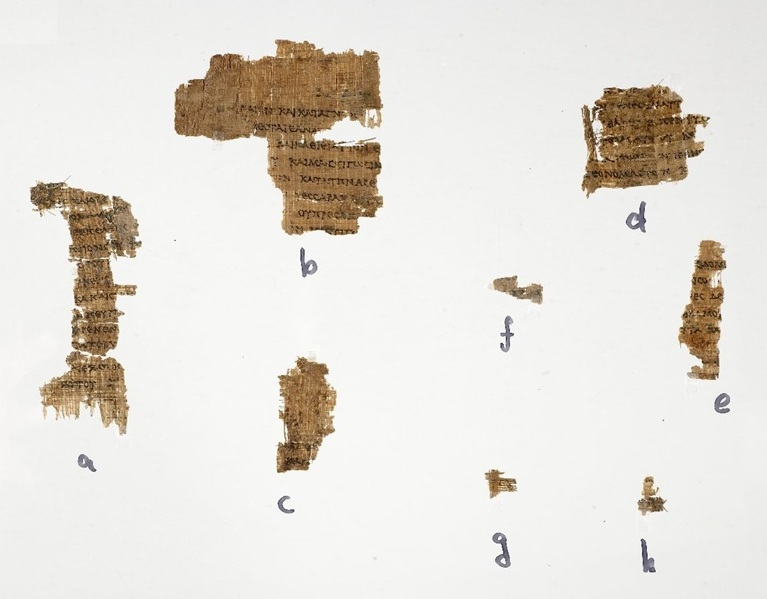
Papirus Rylandsa 458

Papirus Rylandsa 458 – fragment greckiego rękopisu Septuaginty spisany na papirusie w formie zwoju. Manuskrypt ten jest datowany paleograficznie na II wiek p.n.e. co sprawia, że jest to najstarszy znany rękopis Septuaginty. Do naszych czasów rękopis zachował się w stanie bardzo fragmentarycznym. Fragment ten jest oznaczany również numerem 957 na liście rękopisów Septuaginty według klasyfikacji Alfreda Rahlfsa.

## Opis
Tekst rękopisu został napisany na papirusie pismem uncjalnym. Zachowały się urywki Księgi Powtórzonego Prawa. Są to wersety Pwt 23,24 (26) - 24,3; 25,1-3; 26,12; 26,17-19; 28,31-33; 27,15; 28,2.
Rękopis składa się tylko z 8 małych fragmentów oznaczonych literami od „a” do „h”. Fragment „h” jest najmniejszy i zawiera zaledwie dwie litery. Słowa nie są oddzielone spacjami lecz pisane w sposób ciągły. Pisarz używa systemu metrycznego, regularnie pozostawiając puste miejsca na końcu zdania lub klauzuli.
Tekst rękopisu jest bliższy Kodeksowi Cottonianus niż Kodeksowi Watykańskiemu.
Manuskrypt ten został wykorzystany w dyskusji na temat tetragramu, choć tak naprawdę występują w nim puste przestrzenie w miejscach, gdzie niektórzy uczeni jak Colin H. Roberts (1909–1990) wierzą, że występowały litery. Według Paula E. Kahle, tetragram występował w rękopisie w miejscach gdzie pojawiają się te przerwy lub puste przestrzenie.

## Historia kodeksu
Paleograficznie czas powstania rękopisu jest datowany na połowę II wieku p.n.e. Jest to więc najstarszy znany rękopis Septuaginty. Uważa się, że pochodzi z Fajum, gdzie znajdowały się dwie żydowskie synagogi.
Manuskrypt został odkryty w 1917 roku przez J. Rendela Harrisa. Badali go Alberto Vacari w roku 1936 oraz Albert Pietersma w roku 1985. Tekst został opublikowany przez C.H. Robertsa w 1936 roku.
Manuskrypt jest obecnie przechowywany w John Rylands Library (Gr. P. 458) w Manchesterze, co nadało mu jego nazwę.

## Dalsza lektura
- Hans-Georg Opitz, and H. H. Schaeder, Zum Septuaginta-Papyrus Rylands Greek 458, ZNW (1936)
- Frederic G. Kenyon, Our Bible & the Ancient Manuscripts (4th Ed. 1939) Pg 63 & Plate VI.
- Ernst Würthwein (1995), The text of the Old Testament: an introduction to the Biblia Hebraica, Wm. Eerdmans, str. 188.